# راندي هولكومب
راندي هولكومب (بالإنجليزية: Randy Holcomb)‏ مواليد 8 أغسطس 1979 في شيكاغو، هو لاعب كرة سلة أمريكي سابق. بدأ مسيرته الاحترافية في سنة 2002. تم اختياره من قبل فريق سان أنطونيو سبرز خلال الدرافت. يبلغ طوله 6 قدم 9 بوصة (2.1 م). اعتزل اللعب في 2011.

## روابط خارجية
- راندي هولكومب على موقع الاتحاد الدولي لكرة السلة (الإنجليزية)
- راندي هولكومب على موقع إن بي أي (الإنجليزية)
- راندي هولكومب على موقع سبورتس رفرنس (الإنجليزية)
- راندي هولكومب على موقع الدوري الإسباني لكرة السلة (الإسبانية)
- راندي هولكومب على موقع كرة السلة الأوروبية.كوم (الإنجليزية)
- راندي هولكومب على موقع كلية كرة السلة في سبورتس رفرنس.كوم (الإنجليزية)
- راندي هولكومب على موقع ريلجم (الإنجليزية)
- راندي هولكومب على موقع بروبوليرز (الإنجليزية)
- راندي هولكومب على موقع سبورتس رفرنس (الإنجليزية)